# إقليم أوهيغينز
إقليم ليبرتادور خنرال برناردو أوهيغينز (بالأسبانية: VI Libertador General Bernardo O'Higgins Region)، غالبًا ما يُطلق عليه اختصارًا إقليم أوهيغينز، هو واحد من 15 إقليمًا في جمهوريّة تشيلي، حيث يُعتبر الإقليم التقسيم الإداري الأول في البلاد. يتكوّن هذا الإقليم من 3 مقاطعات؛ هي كاتشابوال، كاردينال كارو، كولتشاوا. تم تسمية الإقليم نسبةً إلى برناردو أوهيغينز، أحد أهم قادة الاستقلال في تشيلي.
تُعتبر مدينة رانكاغوا عاصمة الإقليم، كما تُعتبر بتشيلمو، سان فرناندو من أهم المدن والبلديّات. تبلغ مساحة الإقليم حوالي 16,387 كيلومتراً مربعاً، كما بلغ عدد سكانه 851,406 نسمة في عام 2012.

## التاريخ
من 9000 قبل الميلاد إلى 300 قبل الميلاد، انتقل البشر الذين سكنوا المنطقة بين الساحل والوادي وكذلك جبال الأنديز. في مواقع مثل بتشيلمو وكاهويل وبوكاليمو، وتركوا رواسب قمامة تشهد على وجودهم.[بحاجة لمصدر] خلال فترة الخزاف (300 قبل الميلاد - 1470 م)، شهد السكان تغيرات في طريقة حياتهم، وأهمها زراعة الخضروات وصناعة الأشياء الفخارية. من 600 م فصاعدًا، بدأوا في زراعة الفاصوليا والذرة والقرع والكينوا.[بحاجة لمصدر] كل هذه الأنواع ما عدا الكينوا وبعض أنواع الذرة تتطلب الري، مما دفعهم للانتقال إلى ضفاف الجداول والأنهار. خلال هذه الفترة، عاشت مجموعات من الناس في منازل كوينشا ذات أسقف من القش، بالقرب من قنوات الري ومحاصيل البستنة. خلال الفترة الاستعمارية (1541 م إلى 1811 م)، سيطر الإسبان على المنطقة، مثل بقية البلاد، وأصبح نظام تربية المواشي هو السائد.[بحاجة لمصدر]

## الجغرافيا

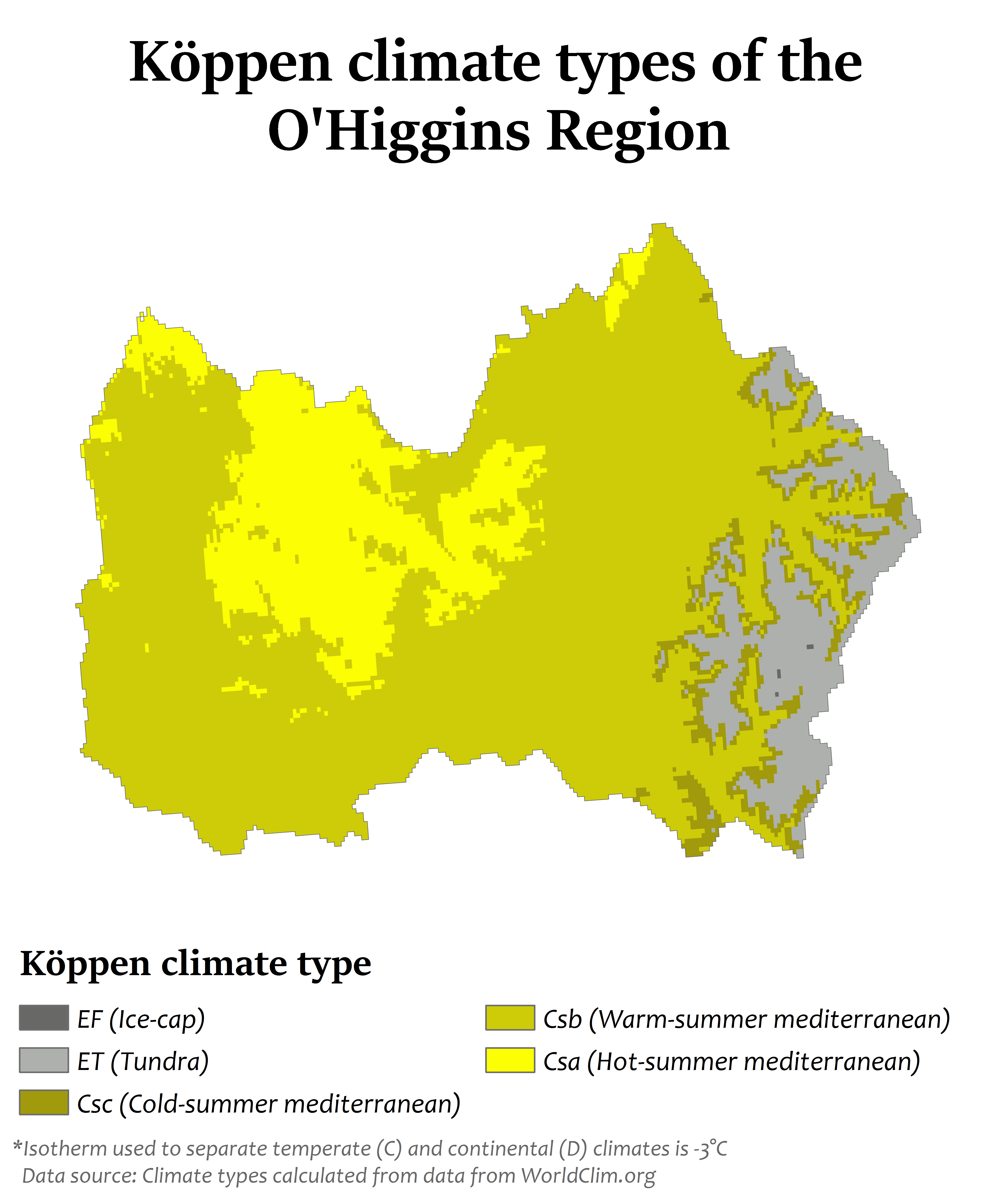
التضاريس الجغرافية في الاقليم

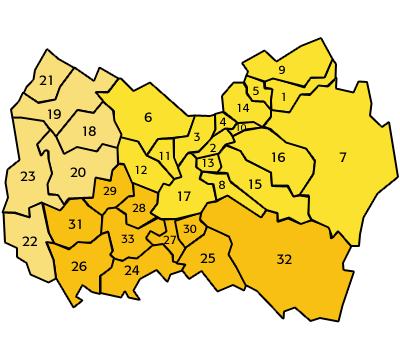
التقسيم الإداري لإقليم أوهيغينز.

يقع إقليم أوهيغينز في وسط تشيلي، وتحديدًا في المنطقة الطبيعيّة الوسطى. يقع المحيط الهادئ غرب الإقليم، إقليم سانتياغو متروبوليتان وإقليم فالبارايسو في الشمال، وإقليم مولي في الجنوب. كما تحاذي الإقليم الحدود الأرجنتينيّة من الشرق.
يُشار إلى أن الزان الجنوبي قد غطى هذه المنطقة في العصر الرباعي بشكل كثيف.

## الاقتصاد
يُهيمن قطاع التعدين على اقتصاد إقليم أوهيغينز، بسب وجود منجم إل تينيينتي، والذي يساهم بحوالي 7.7% من إنتاج تشيلي من النحاس. كما يُعتبر أكبر منجم للنحاس تحت الأرض في العالم.
من جهة أخرى، يعتمد اقتصاد الإقليم أيضًا على الزراعة، والتي تساهم بحوالي 30.1% من الدخل القومي، حيث أن واحد من كل أربع هكتارات من بساتين الفاكهة في تشيلي موجود في إقليم أوهيغينز. ويُعتبر كل من التفاح والكمثرى من المحاصيل الرئيسية، يليها العنب، الخوخ، الكيوي، والنكتارين.

## الصور

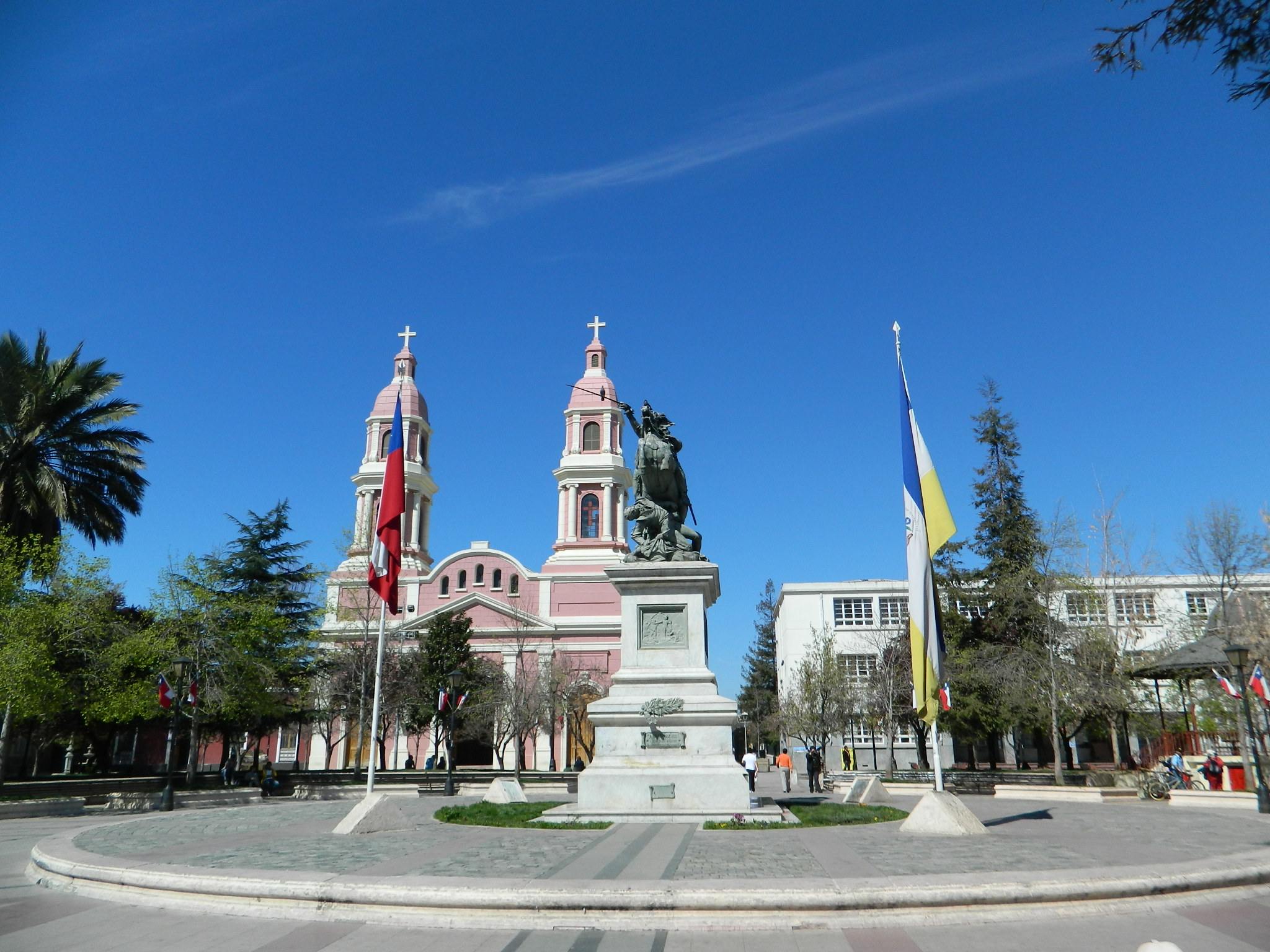
مدينة  رانكاغوا، مركز الإقليم
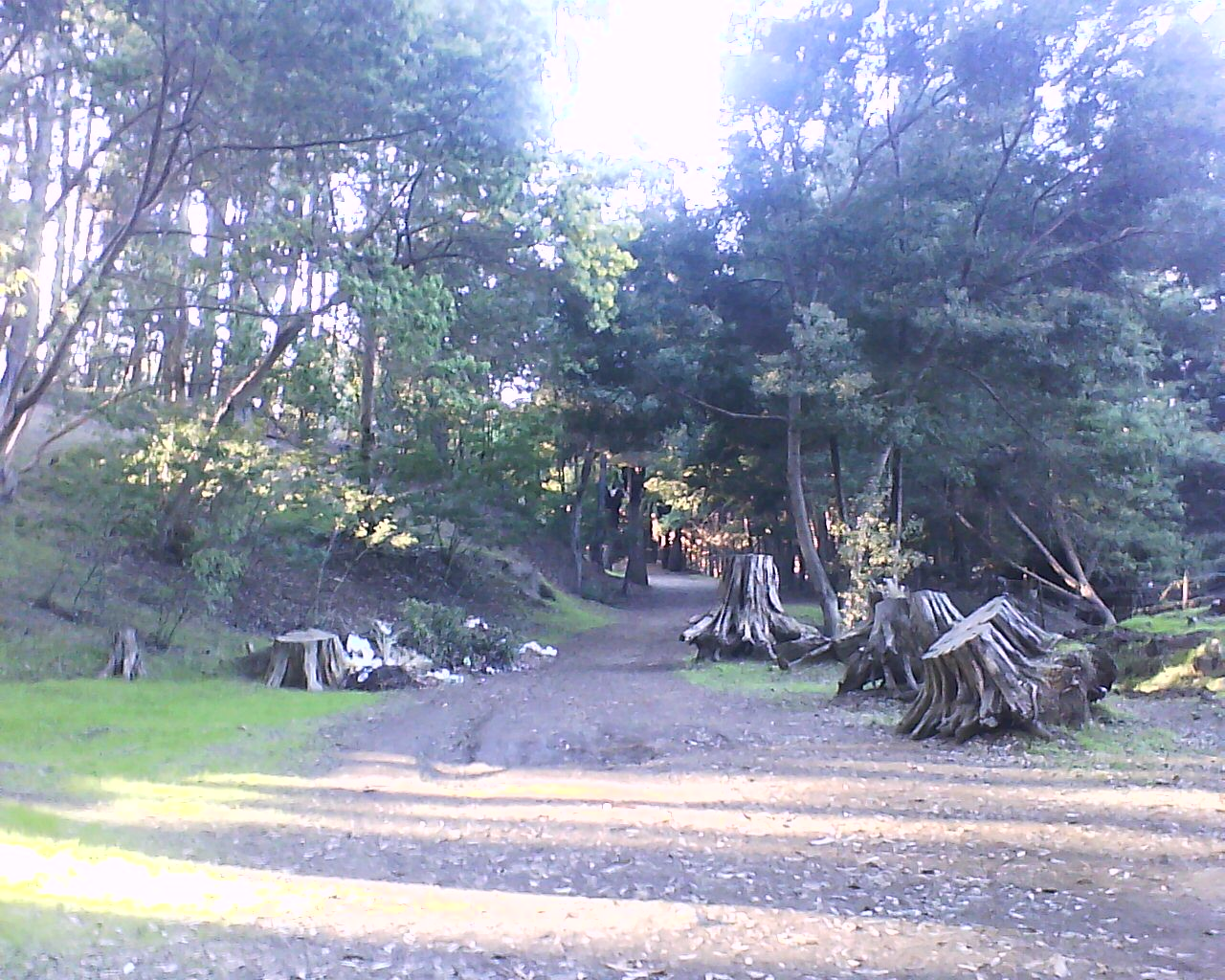
الغابة البلديّة في بتشيلمو
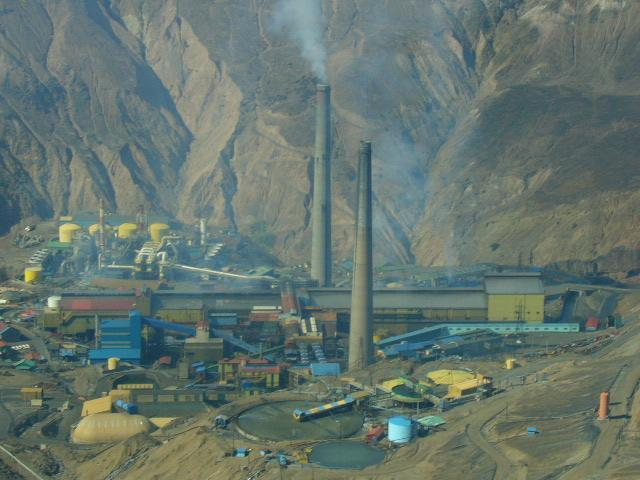
منجم إل تينيينتي في الإقليم.

## التقسيم الإداري
لأغراض الإدارة الداخلية، يتم تقسيم  إقليم أوهيغينز إلى ثلاث مقاطعات:
- مقاطعة كاتشبوال، العاصمة: رانكاغوا
- مقاطعة كولتشاغوا، العاصمة: سان فرناندو
- مقاطعة كاردينال كارو، العاصمة: بتشيلمو

تنقسم المقاطعات إلى 33 بلدية.

## وصلات خارجية
- «إقليم أوهيغينز» على موقع الحكومة التشيلية (بالإسبانية)